# Fermeture des établissements scolaires français en 2020
Wikipédia ne donne pas de conseils médicaux ou sanitaires. Cet article est susceptible de contenir des informations obsolètes ou inexactes. Seul un professionnel de la santé est apte à vous fournir un avis médical, et seules les autorités sanitaires de votre pays sont compétentes pour donner des consignes de santé publique relatives à la pandémie de Covid-19.
La fermeture des établissements scolaires français est une décision annoncée le 12 mars 2020 par le président de la République française Emmanuel Macron, lors d'une allocution télévisée, en réponse à la pandémie de Covid-19.

## Historique des événements
Alors que la situation épidémiologique évoluait rapidement, les données sur le virus, la maladie, l'épidémie puis la pandémie ont été partagées par les chercheurs dès le 5 janvier 2020, moins d'une semaine après la déclaration officielle de son existence. La première pré-publication apparaît deux semaines après la déclaration, le 19 janvier.
Au 14 mars, plus de 147 000 cas cumulés sont confirmés dans le monde, dont environ 72 500 guéris et 5 500 décédés. Plus de 150 pays et territoires sont touchés, avec des foyers majeurs en Chine, en Italie, en Corée du Sud, en Iran, en Espagne, en France et en Allemagne. L'OMS déclare à la mi-mars « l'Europe est l'épicentre de la pandémie ».

## Rumeurs
Dès le 5 mars 2020, le ministre de l'Éducation nationale, Jean-Michel Blanquer, est interrogé sur l'éventualité d'une fermeture totale ou partielle des établissements scolaires français. Ce dernier affirme : « Nous en serions capables, mais ce n'est pas du tout prévu. » La décision alors prise est de maintenir clos les établissements des zones les plus contaminées (appelés clusters ou foyers de contamination), mais de laisser ouverts le reste des établissements du territoire. Une bonne centaine d'écoles, collèges, et lycées sont fermés dans l'Oise et dans le Morbihan, concernant alors près de 42 000 élèves.
Le Haut Conseil de la santé publique précise alors les conséquences économiques qu'une telle décision provoquerait sur le pays, citant par exemple l'absentéisme élevé des parents, et rappelle que la fermeture des établissements scolaires doit s'accompagner de l'isolement des élèves, sans lequel les mesures prises ne serviraient à rien.
Le 1er mars 2020, le ministère de l'Éducation nationale annonce l'annulation de tous les voyages scolaires en cours et prévus à l'étranger et dans les clusters.
Le 8 mars 2020, Jean-Michel Blanquer précise qu'il « n'est pas question, même en cas de passage au stade 3, de suivre l'exemple italien et de fermer toutes les écoles », arguant que cela « paralyserait le pays ». S'exprimant concernant les écoles, collèges et lycées déjà fermés dans l'Oise, le Morbihan et dans le Haut-Rhin, il précise qu'il n'existe « aucune règle, aucun algorithme permettant de déterminer avec certitude à l'avance les critères de fermeture et de réouverture des établissements ».

## Fermeture officielle
Annoncée au préalable par le président de la République, Emmanuel Macron, un arrêté du ministre chargé de la Santé, en application de l'article L3131-1 du code de la santé publique, dispose de la suspension du 16 au 29 mars 2020 de :
- l'accueil dans les crèches ;
- l'accueil dans les établissements d'enseignement scolaire, ainsi que l'accueil des usagers des services d'hébergement, d'accueil et d'activités périscolaires qui y sont associés ;
- l'accueil des usagers des activités de formation des établissements d'enseignement supérieur[6].

Cette mesure, inédite dans l'histoire de l'Éducation nationale en France, a été prise afin de ralentir la propagation du virus. Les enfants et jeunes individus sont ceux qui, d'après l'État, propagent le plus vite le virus,.
Le 13 mars 2020, Jean-Michel Blanquer précise que la fermeture des établissements scolaires durera au moins jusqu'aux vacances de Pâques. Néanmoins, les professeurs des écoles primaires se relaient afin de continuer à accueillir les enfants des soignants et permettre ainsi à leurs parents d'aller travailler.
Le centre national d'enseignement à distance annonce alors la mise à disposition pour le gouvernement de la rubrique « Ma classe à la maison » sur son site internet. Le journal Le Figaro titre alors « Depuis 1939, le CNED pallie les crises »,.
Dans le contexte des fermetures d’écoles, différentes formes d'éducation en ligne et de ressources éducatives doivent être mobilisées. Les cours à distance en ligne sont préconisés. L’OCDE, dans une étude, encourage les entreprises numériques spécialisées dans l'éducation, à fournir leurs ressources gratuitement, à en diversifier les modes de prestation en fonction de l'âge et de la capacité, et à faciliter la collaboration des enseignants. L’OCDE, propose dans un autre document, de répondre aux besoins éducatifs des enfants et des jeunes pendant la crise. C’est un soutien aux leaders de l'éducation, à différents niveaux de gouvernance de l'éducation, et pour des structures publiques et privées.

## Continuité pédagogique et conséquences

### Enseignement primaire et secondaire
Le 14 mars 2020, le ministre de l'Éducation nationale et de la Jeunesse, Jean-Michel Blanquer, reconnaît la « dégradation évidente » de l'enseignement à distance par rapport à l'enseignement en présentiel, mais rappelle que les parents d'élèves seront tenus au courant de la situation par les établissements scolaires de leurs enfants.
Les écoles, collèges et lycées de France se préparent de façon individuelle aux cinq semaines de fermeture, certains se reposant sur le CNED, les espaces numériques de travail ou préférant la communication par mail entre élèves et professeurs. La période du deuxième trimestre se terminant, les lycées maintiennent les conseils de classe, en présence ou non des délégués élèves. Les établissements scolaires restent cependant ouverts en tant que bâtiment, le personnel encadrant et administratif devant rester à disposition des parents d'élèves.
L'OCDE publie une étude sur l'éducation, relatant les expériences de l'école à la maison, à travers le monde : « Un cadre pour guider une réponse éducative à la pandémie COVID-19 de 2020 ». Le spécialiste des questions éducatives à l’OCDE en France, Éric Charbonnier, est interrogé par les médias français à ce sujet.
Le 12 avril 2020, la réouverture progressive des établissements scolaires à travers la France, selon les zones géographiques dites « vertes » est annoncée par le gouvernement d'écoles, collèges et lycées, selon un protocole sanitaire strict.
Le 14 juin 2020, lors de son adresse aux Français, le Président de la République Emmanuel Macron annonce la réouverture avec caractère obligatoire et selon les règles de présence normale des écoles et des collèges à compter du 22 juin 2020.

### Enseignement supérieur
Après l'annonce du président Emmanuel Macron du 12 mars 2020, les établissements d'enseignement supérieur ferment également. Néanmoins, ayant affaire à de « jeunes adultes », Jean-Michel Blanquer affirme qu'à ce stade, les épreuves écrites des concours et examens sont maintenues, et que le processus Parcoursup demeure inchangé.
Le 30 mars 2020, le ministre de l'Éducation Nationale Jean-Michel Blanquer annonce le report des examens et concours programmés dans les semaines suivantes. Les concours du ministère considérés comme « utiles à la nation » sont cependant maintenus.